# Jorge de Kiev
Jorge (em russo:  Георгий; séc. XI - 1073) foi metropolita de Kiev, suposto autor da “Controvérsias com os Latinos", de origem grega.
De acordo com a suposição do metropolita Macário Bulgakov, Jorge ocupou o trono metropolitano em 1062-1077; de acordo com o metropolita Filareto Gumilevski - nos anos 1065-1073.

## Biografia

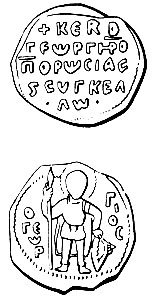
Selo do metropolita Jorge

Chegou à Rússia vindo de Bizâncio por volta de 1062. Como fica claro pelas inscrições gregas nos selos que lhe pertenciam (“Senhor, ajude Jorge, Metropolita da Rússia e Sincelo”), ele era ao mesmo tempo membro do Senado imperial em Constantinopla e tinha o título da corte “Sincelo”.
O nome do metropolita Jorge é mencionado no “Conto dos Anos Passados” no ano de 1072 na história da transferência das relíquias de Bóris e Glebo (“O Metropolita então era Jorge”), e no ano de 1073 (“Metropolita Jorge então existente em Gratsekh” - isto é, localizado em Bizâncio), bem como na mensagem do Metropolita Nifonte a Kirik, o Novogárdio, onde há uma referência ao governo do “Metropolita Jorge”. “Ele não pode, diz ele, educá-lo, mesmo que queira trazer a salvação à sua alma, mesmo que crie o Metropolita Jorge da Rússia, mas ele não está em lugar nenhum.”
Morreu depois de 1073. Seu sucessor, o metropolita João II, provavelmente assumiu a sé de Kiev o mais tardar em 1077.

## Herança literária
O metropolita Jorge deixou uma marca notável na história da literatura russa antiga. Existem várias obras conhecidas inscritas em seu nome.
É atribuída a Jorge uma obra, conhecida na única lista do final do século XV e aí denominada “Jorge, Metropolita de Kiev, Controvérsia com os Latinos, numeração 70” (começando: “Depois que o grande Constantino recebeu o reino de Cristo ...”). A “controvérsia” lista 27 acusações contra os “latinos” de violação dos dogmas cristãos. A propriedade da “Controvérsia” de Jorge é questionada por Alexandre Sergeevich Pavlov, que a considera uma compilação posterior da carta do Metropolita Nicéforo a Vladimir Usevolodoviche Monômaco e “Contos sobre o Camponês e a Fé Latina” de Teodósio de Pechersk. Eugenio Evsigneeviche Golubinski também atribuiu a Jorge “O Mandamento dos Santos Padres para Filhos e Filhas Confessantes”, mas esta atribuição não é reconhecida como completa.